# Satan
Satan, také známý jako ďábel a Lucifer, je bytost v abrahámovských náboženstvích, která svádí člověka k hříchu a lži. V křesťanství a islámu představuje padlého anděla nebo džina, který původně měl velkou krásu a zbožnost, ale vzbouřil se proti Bohu a disponuje mocí nad světem a démony. V judaismu je často považován za metaforu pro jecer ha-ra neboli zlý sklon či pud, jenž má být člověkem zkrocen a přiveden k službě Bohu. Pokud je Satan v rámci judaismu chápán jako zhoubná bytost, pak nikdy ne jako taková, která by byla „nezávislá“ na Bohu. Jedná se o posla, jehož úkolem je, aby kladl překážky lidským záměrům, přičemž v krajním případě se tak může dít „i k lidskému dobru, pokud se člověk chystá spáchat bezpráví“, jak tomu bylo v případě Bileáma.

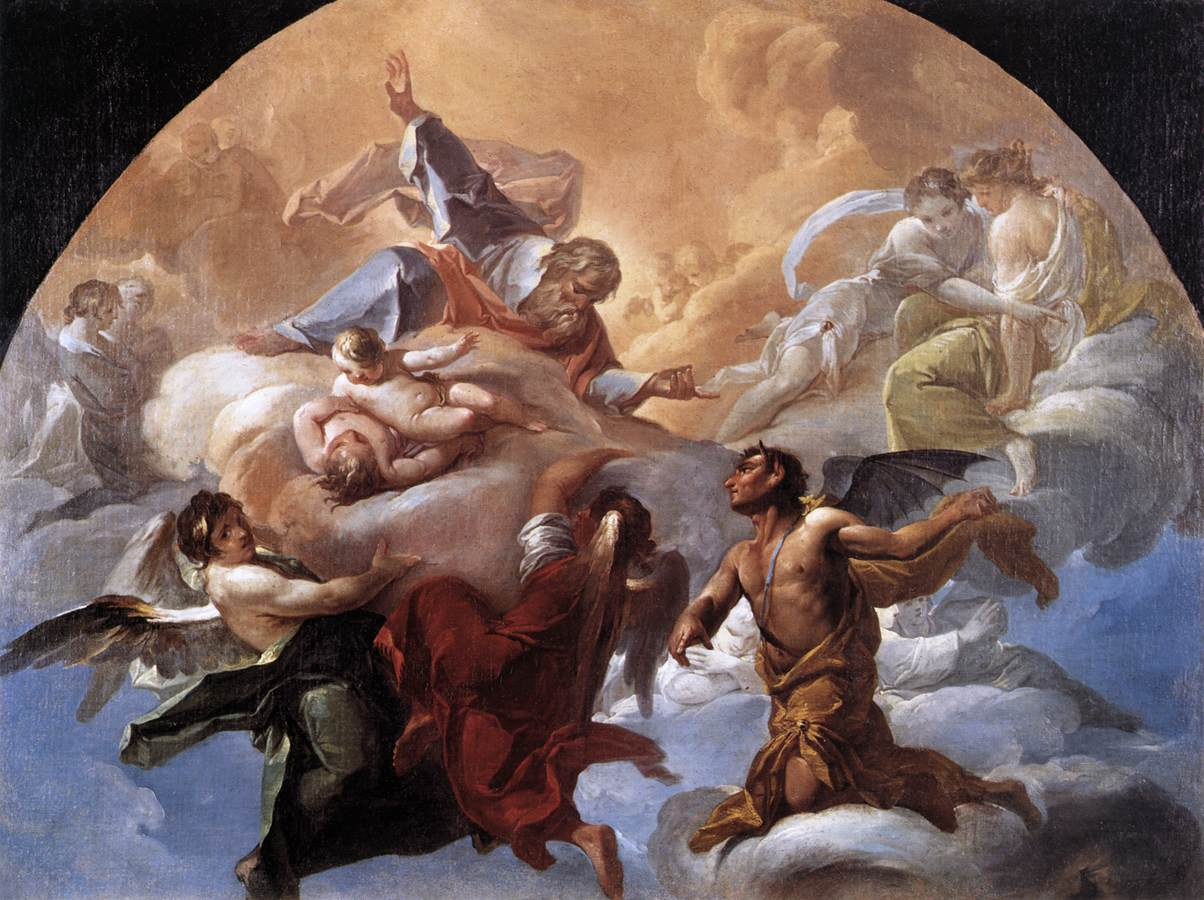
Satan před Pánem

Postava Satana coby nebeského žalobce se poprvé objevuje v Tanachu. Nejznámější je jeho vystoupení ve shromáždění synů Božích, kteří předstoupili před Hospodina, jak to popisuje kniha Jób. Během svého vystoupení obvinil spravedlivého Jóba z toho, že slouží Bohu ze zištných důvodů a vymínil si, že jeho zbožnost vyzkouší těžkostmi a utrpením. Méně známý popis Satanova působení coby žalobce se nachází v knize Zacharjáš, kde se terčem jeho žaloby stává velekněz Jóšua.
V období mezi Starým a Novým zákonem, pravděpodobně vlivem zoroastrismu (zlý Angra Mainju), se Satan stal zlovolnou bytostí s odpornými vlastnostmi, jenž bojuje proti Bohu. Evangelia proto popisují Satana, jak pokouší Ježíše na poušti nebo způsobuje lidem nemoci a nejrůznější postižení. Je nazýván otcem lži. Ve Zjevení Janovu se Satan objevuje jako velký drak, který je poražen archandělem Michaelem a svržen z nebes. Později je uvězněn v propasti na tisíc let, aby byl poté na chvíli propuštěn a nakonec svržen do jezera ohně. V křesťanství je Satan, přestože o tom není v knize Genesis výslovná zmínka, často ztotožňován s hadem, který v zahradě Eden svedl Evu k hříchu.
V Koránu Šajtan, také známy jako Iblís, je bytost stvořená z ohně, která byla svržena z nebes, protože se odmítla poklonit Adamovi, a která svádí lidi k hříchu skrze waswās (zlý podnět). Podobný důvod pro Satanovo sesazení z nebes popisuje též latinský text Vita Adae et Evae (Život Adama a Evy) ze 7. století n. l., jenž vznikl překladem staršího nedochovaného spisu známého pod označením Apokalypsa Mojžíšova. Tyto a podobné texty v podstatě reflektuji staré židovské legendy týkající se Metatrona.

## Pozadí v Bibli

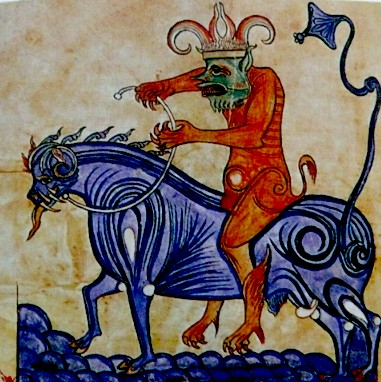
Satan jako Antikrist (středověká iluminace)

Hebrejský výraz satan, שָׂטָן, znamená „sočitel, osočovatel, sok, žalobce,, protivník“ či „odpůrce“‎ a je používán ve Starém zákoně pro lidské protivníky a zároveň nadpřirozenou bytost, a to vedle dalších postav v opozici k Bohu.

### Kniha Job
Satan se objevuje v Knize Job v poetickém dialogu zasazeném do prózy, který mohl být napsán kolem doby babylonského zajetí. Job je v textu spravedlivý muž, kterého má Bůh v oblibě. Job 1:6–8 popisuje „syny Boží“ (bənê hāʼĕlōhîm), kteří se představují před Bohem. Bůh se jednoho z nich, „Satana“, ptá, kde byl, načež on odpovídá, že se toulal po zemi. Bůh se ptá: „Uvážil jsi mého služebníka Joba?“ Satan odpovídá naléháním na Boha, aby mu dovolil Joba mučit, a slibuje, že Job při prvním soužení opustí svou víru. Bůh souhlasí; Satan ničí Jobovy služebníky a stáda, ale Job odmítá Hospodina odsoudit. První scéna se opakuje, satan se představuje Bohu po boku ostatních „synů Božích“. Bůh poukazuje na Jobovu pokračující věrnost, avšak satan trvá na tom, že je zapotřebí více zkoušek; Bůh mu opět dává svolení, aby Joba vyzkoušel. Job nakonec zůstává věrný a spravedlivý, takže satan je svou porážkou zahanben.

### Nový zákon
Všechna tři synoptická evangelia popisují pokoušení Krista Satanem na poušti (Matouš 4:1–11 , Marek 1:12–13 a Lukáš 4:1–13). Satan nejprve ukazuje Ježíšovi kámen a říká mu, aby jej proměnil v chléb. Také ho vezme na vrchol jeruzalémského chrámu a přikáže Ježíšovi, aby se vrhl dolů, aby ho andělé chytili. Satan bere Ježíše také na vrchol vysoké hory; tam mu ukáže království země a slíbí, že mu je všechna dá, pokud se mu pokloní a bude se mu klanět nadále. Pokaždé, když Ježíš kárá Satana, a po třetím pokušení je spravován anděly. Satanův slib v Matoušovi 4:8–9 a Lukáši 4:6–7, že dá Ježíšovi všechna království země, znamená, že všechna tato království patří jemu. Skutečnost, že Ježíš nezpochybňuje Satanův slib, naznačuje, že autoři těchto evangelií věřili, že je to pravda.
Kniha Zjevení představuje Satana jako nadpřirozeného vládce Římské říše a konečnou příčinou všeho zla ve světě. Ve Zjevení 2:9–10, jako součást dopisu církvi ve Smyrně, se Jan z Patmosu zmiňuje o Židech ze Smyrny jako o „satanově synagoze“ a varuje, že „ďábel se chystá uvrhnout některé z vás do vězení na zkoušku [peirasmos] a deset dní budete mít soužení." Ve Zjevení 2:13–14, v dopise církvi z Pergamonu, Jan varuje, že Satan žije mezi členy kongregace a prohlašuje, že „Satanův trůn“ je mezi nimi. Pergamon byl hlavním městem římské provincie Asie a „Satanův trůn“ může být odkazem na monumentální oltář ve městě, který byl zasvěcen řeckému bohu Diovi, nebo chrám zasvěcený římskému císaři Augustovi.

## Judaismus
Většina Židů nevěří v existenci nadpřirozené zlé postavy. Tradicionalisté a filosofové středověkého judaismu se drželi racionální teologie, odmítali jakoukoli víru ve vzbouřené nebo padlé anděly a zlo považovali za abstraktní. Rabíni obvykle vykládali slovo satan, jak se používá v Tanach, jako striktně odkazující na lidské protivníky. Nicméně, slovo satan občas byla obrazně aplikován na zlé vlivy, jako je například židovského výkladu tohoto jecer ha-ra („zlý sklon“) zmíněný v Genesis 6:5. talmudického obraz Satana odporují. Zatímco Satanova identifikace s abstraktním jecer ha-ra zůstává stejná jako učení mudrců, je obecně identifikován jako entita s božskou mocí. Mudrci například považovali Satana za anděla smrti, který se později bude nazývat Samael, protože Boží zákaz, aby Satan zabil Joba, naznačoval, že je dokonce schopen tak učinit, ale navzdory této synkretizaci se známým nebeským tělem, Satanem je identifikován jako jecer ha-ra ve stejné pasáži. Satanův status jako „fyzické“ entity je posílen řadou dalších rabínských anekdot: jeden příběh popisuje dva samostatné incidenty, kdy se Satan zjevil jako žena, aby svedl rabiho Meira a rabiho Akivu ke hříchu. Další pasáž popisuje Satana v podobě nevychovaného, nemocného žebráka, aby svedl mudrce Peleimu, aby porušil micva pohostinnosti.

## Islám
V islámu je Satan znám pod arabským ekvivalentem Šajtan (z kořene ŠTN, s významem zbloudilý, vzdálený), přičemž Korán jde vzhledem ke starším abrahamovským Písmům dál a nazývá Šajtana jménem Iblís (20:115/116), což může být odvozenina řeckého slova diabolos. Korán vypovídá, že Jediný Bůh pobídl své anděly včetně Iblíse, aby se poklonili před člověkem – Adamem, ovšem Iblísovi hrdost nedovolila poklonit se před tvorem učiněným z prachu země, jsa vyšší existencí stvořenou ze žhnoucího ohně (15:26–33). Zatímco ostatní andělé se poklonili, Iblís tak neučinil (např. 17:61–65 a mnohé další súry). Bůh za tuto neposlušnost vyhnal Iblíse z ráje, a ten se stal káfirem (nevěřícím, popíračem), který nadále touží svádět člověka na scestí, není však sám zdrojem zla. Po vyhnání z ráje začal Iblís okamžitě jednat a zlákal první lidi – Adama a Evu –, aby pojedli ovoce ze zakázaného stromu. Iblís je Bohem Adamovi představen jako nepřítel lidí (20:115/117). Hlavní charakteristické rysy, které Korán Satanovi připisuje, jsou arogance, extrémní hrdost, ale i nešťastnost. Satany v množném čísle zmiňuje značné množství koránských súr. Podle teologa O. Havelky abrahamovská svatá Písma představují Božího anděla Satana jako významnou postavu přímo zasahující do dějin spásy, aktivně se vztahující k člověku a jeho charakter vyjevují v čase se vzrůstající intenzitou – od několika veršů v židovském Tanachu, přes podrobnější představení v křesťanském Novém zákoně, po nejpodrobnější popis v nespočtu veršů v muslimském Koránu.

## Satan v kultuře a umění

Erb přisuzovaný Satanovi evropskou heraldikou

Satan se objevuje v křesťanské literatuře, například v Danteho Pekle, variantách legendy o Faustovi a Johna Miltona Ztracený ráj a Ráj znovu nabytý a básně Williama Blakea. V historii umění i literatury byl Satan zobrazován četnými způsoby, například jako had, který přesvědčil Evu, aby okusila zakázaného ovoce; tak byl Satan zobrazován jako plaz.